# Fridolfing
Fridolfing ist eine Gemeinde im oberbayerischen Landkreis Traunstein. Sie liegt im Salzachtal. Die Gemeinde ist Mitglied in der Euregio Salzburg – Berchtesgadener Land – Traunstein.
Fridolfing gehört – neben Tittmoning, Kirchanschöring und Taching am See – zur Interkommunalen Kooperation Salzachtal. Dabei handelt es sich um eine von 21 bundesweiten Modellregionen, die im Rahmen des Wettbewerbs zum Aktionsprogramm regionale Daseinsvorsorge – ein Modellvorhaben der Raumordnung (MORO) innerhalb der ländlichen Infrastruktur – vom Bundesministerium für Verkehr, Bau und Stadtentwicklung (BMBVS) ausgewählt wurden.

## Geographie

### Geographische Lage
Die Gemeinde liegt im Nordosten des Rupertiwinkels und gehört somit zum Alpenvorland. Die wasserreiche Gemeinde ist neben zahlreichen kleineren Bächen und Stillgewässern von der Salzach, Götzinger Ache und dem Fridolfinger See geprägt. Fridolfing liegt an der Bundesstraße 20. Im Norden ist in 8 km die Stadt Tittmoning und in 24 km die Stadt Burghausen zu erreichen. Nach Südosten entlang der Bundesstraße 20 ist in 12 km Entfernung die Stadt Laufen an der Salzach und in 25 km die Stadt Freilassing zu erreichen. Nach Südwesten hin liegt Markt Waging am See etwa 12 km entfernt und weiter über die St2105 kann die Stadt Traunstein in ca. 25 km Entfernung erreicht werden.

### Gemeindegliederung
Die Gemeinde hat 66 Gemeindeteile:
- Allerfing
- Anthal
- Berg
- Breitwies
- Brunn
- Dietwies
- Eberding
- Eizing
- Engelschalling
- Enhub
- Felln
- Fischenberg
- Forst
- Fridolfing
- Fürst
- Fürstenberg
- Furth
- Gierling
- Glatzenberg
- Götzing
- Haag
- Haslau
- Hilzham
- Hohenbergham
- Hornis
- Karlachöd
- Kelchham
- Klebham
- Kleineich
- Kolomann
- Kumberg
- Langesöd
- Lebenau
- Lieseich
- Linden
- Lixen
- Mayerhofen
- Muttering
- Niederau
- Niederwinkeln
- Nilling
- Oberau
- Obergeisenfelden
- Oed
- Pietling
- Pirach
- Plossau
- Polsing
- Pulharting
- Rautenham
- Schifferleiten
- Seebach
- Spannbruck
- Steinersöd
- Steinmaßl
- Stief
- Stießberg
- Stockham
- Strohhof
- Thannsberg
- Überfuhr
- Umundum
- Untergeisenfelden
- Wiesmann
- Wimm
- Winkeln

## Geschichte

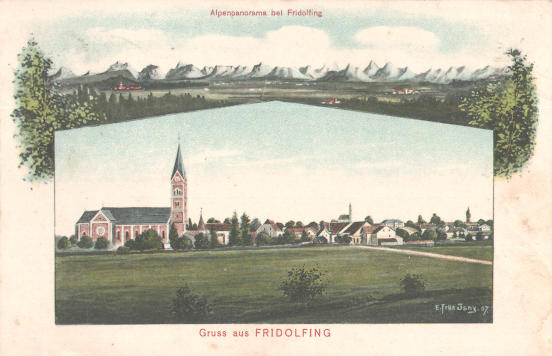
Fridolfing 1907

### Bis zur Gemeindegründung
In den Breves Notitiae aus der Zeit von 792 bis 798 n. Chr. ist der Ortsteil Pietling zum ersten Mal urkundlich erwähnt. Fridolfing selbst ist in einer Urkunde von König Heinrich IV. aus dem Jahr 1077 zum ersten Mal urkundlich erwähnt. König Heinrich IV. löst in dieser Urkunde das Kloster Frauenchiemsee nach 15 Jahren aus dem Besitz des Erzbischofs von Salzburg und stellt dieses wieder als Reichskloster her. Frauenchiemsee besaß in Fridolfing einige Güter, weshalb der Ort in der Urkunde erscheint. Nach der Einrichtung des Erzstiftes Salzburg als territoriales Herrschaftsgebiet im 13. und 14. Jahrhundert wurde Fridolfing Sitz des Schergenamts Fridolfing und blieb als solches bis zur Auflösung der fürsterzbischöflichen Landesherrschaft 1803 bestehen. Fridolfing kam nach der Säkularisation wie der gesamte Rupertiwinkel 1810 zu Bayern und wurde 1818 eine politische Gemeinde. Der Name der Gemeinde lautete bis 1870 Fridorfing.

### 19. Jahrhundert

Alois Rehrl, „Strom-Pionier“ von Fridolfing

Alois Rehrl (1827–1900) übernahm 1849 im Alter von 22 Jahren im Gemeindeteil Strohhof die Obermühle, die aus einer Landwirtschaft, einer Mühle und einem kleinen Sägewerk bestand. 
Er war von 1877 bis 1881 Abgeordneter des Bayerischen Landtags. Im Jahre 1889 baute er für das gesamte Anwesen ein kleines Elektrizitätswerk. Vier Jahre später, im Jahr 1893, ließ er an einem Mühlenanwesen im Gemeindeteil Dietwies ein Elektrizitätswerk errichten. Die Kapazität des E-Werks reichte für die Stromversorgung vieler Häuser bis in die Ortsmitte. Von ihm wurde ein Leitungsnetz von Dietwies in das Dorf Fridolfing gelegt. Bereits 1894 wurden 34 Anwesen in Fridolfing mit elektrischen Strom versorgt. Ihm ist es zu verdanken, dass Fridolfing bereits früh in den Genuss der damals äußerst modernen Elektrifizierung kam. Um die Leistungen von Alois Rehrl zur erstmalige Stromversorgung Fridolfings zu würdigen, wurde nach ihm in Fridolfing eine Straße benannt.

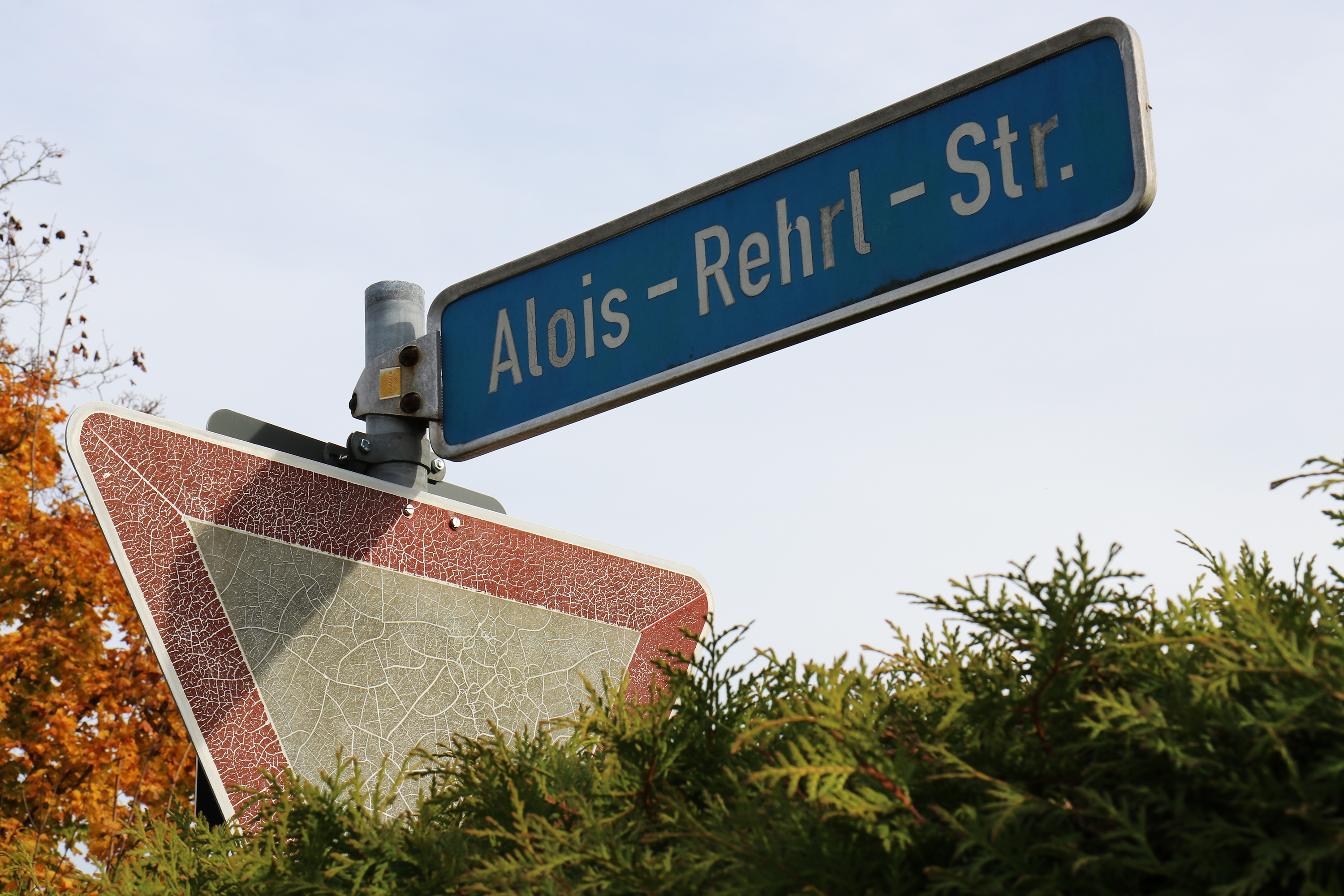
Alois-Rehrl-Straße in Fridolfing

### 20. Jahrhundert
Die Familie von Heinrich Himmler (dem späteren SS-Führer) verbrachte des Öfteren Urlaub in Fridolfing. Dabei lernte er auch Alois Rehrl (* 1890 bis 1948) kennen. Zu ihm stand er lange Jahre in einem freundschaftlichen Verhältnis. Ab dem 1. September 1920 absolvierte der knapp 20-jährige Himmler während seines Landwirtschaftsstudiums ein einjähriges Praktikum auf dem Rehrlhof im Ortsteil Strohof. Im Jahr 1933 wurde Alois Rehrl Mitglied der NSDAP- und später auch Angehöriger der SS.
Zum Rehrlhof (ehemalige „Obermühle“, von den Bürgern Fridolfings als "Rehrlmühle" bezeichnet) gehörte unter anderem neben dem landwirtschaftlichen Betrieb auch eine Mühle und ein Sägewerk.
Als im Jahre 1943 ein Mitarbeiter des Sägewerks stirbt, hilft Himmler seinem langjährigen Freund und schickt ihm aus dem Konzentrationslager Dachau den Strafgefangenen Arno Salomon als Ersatz. Vom 23. November 1943 bis 30. Mai 1944 wurde Salomon offiziell in das „Außenlager Fridolfing“ abkommandiert. Es wird vermutet, dass der Begriff „Außenlager“ von Himmler aus organisatorischen Gründen verwendet wurde, um die Überstellung überhaupt möglich zu machen. Somit führte das Konzentrationslager Dachau offiziell in Fridolfing ein Außenlager.
Als zwei Söhne von Alois Rehrl im Krieg gefallen waren, schickte Himmler noch vier weitere weibliche Häftlinge, um am Betrieb zu helfen.

### Eingemeindungen
Im Zuge der Gebietsreform in Bayern wurde am 1. Januar 1972 die Gemeinde Pietling eingegliedert.

### Einwohnerentwicklung
- 1961: 3016 Einwohner
- 1970: 3147 Einwohner
- 1988: 3387 Einwohner
- 1991: 3680 Einwohner
- 1995: 3809 Einwohner
- 2000: 4007 Einwohner
- 2005: 4148 Einwohner
- 2010: 4094 Einwohner
- 2015: 4147 Einwohner
- 2019: 4401 Einwohner

Den größten Bevölkerungsanstieg verzeichnete Fridolfing infolge des Zweiten Weltkrieges, als man auf dem Gemeindegebiet knapp 1000 Heimatvertriebene dauerhaft aufnahm.
Zwischen 1988 und 2019 wuchs die Gemeinde von 3387 auf 4401 um 1014 Einwohner bzw. um 29,9 %.

### Religion

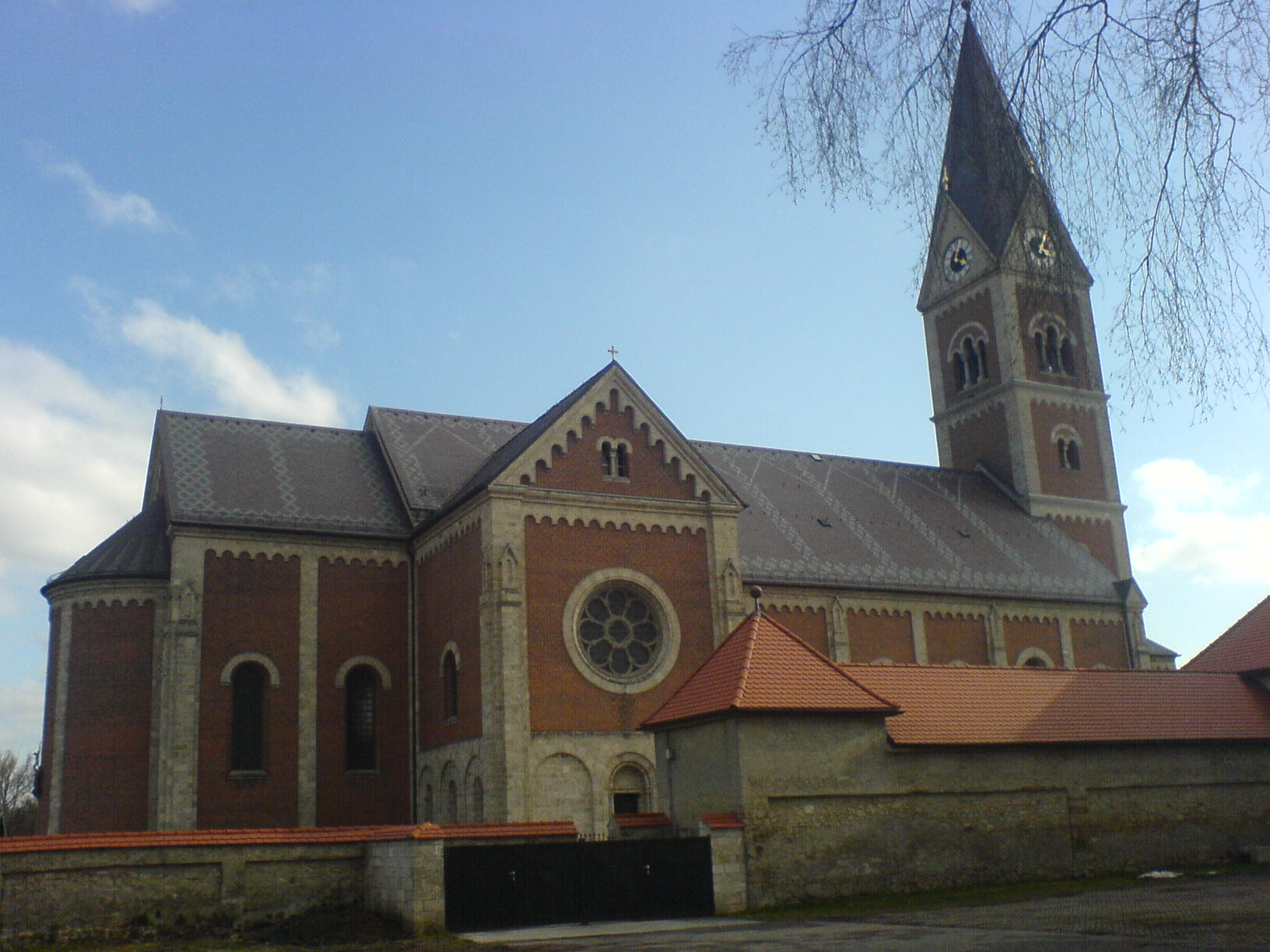
Pfarrkirche Mariä Himmelfahrt in Fridolfing (siehe auch 3D-Außenansicht der Kirche)

Die Gemeinde Fridolfing ist überwiegend römisch-katholisch geprägt. Als Pfarrei kann Fridolfing seit dem 11. Jahrhundert nachgewiesen werden. Zahlreiche katholische Bauwerke prägen das Bild der Gemeinde, darunter:
- Kirchen
  - Die Pfarrkirche Mariä Himmelfahrt wurde von 1891 bis 1893 im neoromanischen Stil erbaut. Sie gilt als die größte Dorfkirche Deutschlands.
  - St. Johann am Südrand des Dorfes wurde um 1500 im spätgotischen Stil erbaut.
  - spätgotische Filialkirche St. Koloman erbaut im Süden des Gemeindegebietes.
  - Filialkirche St. Martin in Pietling
- zahlreiche Hof- und Flurkapellen
- Bildstöcke, Feld- und Flurkreuze und Totenbretter sind im Gemeindegebiet noch weit verbreitet.

## Politik

### Bürgermeister
Erster Bürgermeister ist Johann Schild (SPD). Er wurde im Jahr 2002 Nachfolger von Eugen Stadler (Freie Wählergemeinschaft) und am 15. März 2020 mit 90,83 % der Stimmen für weitere sechs Jahre bestätigt.

### Gemeinderat
- SPD: 2
- ÖL/Grüne: 3
- FW: 5
- CSU: 6

Die Gemeinderatswahlen seit 2008 führten zu folgenden Stimmenanteilen und Sitzverteilungen:
| Partei/Liste                 | 2020 | 2020  | 2014  | 2008  |
| Partei/Liste                 | %    | Sitze | Sitze | Sitze |
| ---------------------------- | ---- | ----- | ----- | ----- |
| CSU                          | 35,6 | 6     | 6     | 5     |
| Freie Wähler Gemeinschaft    | 29,1 | 5     | 5     | 4     |
| Ökologische Liste/GRÜNE      | 19,9 | 3     | 3     | –     |
| SPD                          | 15,5 | 2     | 2     | 6     |
| Ökologische Liste Fridolfing | –    | –     | –     | 1     |
| Gesamt                       | 100  | 16    | 16    | 16    |

### Wappen
| Wappen von Fridolfing | Blasonierung: „In Gold aus einem gesenkten Wellenbalken wachsend ein rot gezungter schwarzer Löwe aus einem blauen Wellenbalken.“ |
| Wappen von Fridolfing | Wappenbegründung: Fridolfing geriet nach dem Aussterben der Grafen von Lebenau im Jahre 1229 in den Einflussbereich des Erzbischofs von Salzburg, der sein weltliches Territorium bis 1328 ganz vom Herzogtum Baiern lösen konnte. Bis zum Jahre 1803 gehörte Fridolfing zum weltlichen Herrschaftsgebiet des Erzbischofs bzw. des Fürsterzbischofs von Salzburg. Dies wird im Gemeindewappen durch den Salzburger Löwen symbolisiert. Der Wellenbalken weist darauf hin, dass die Salzach seit dem Jahr 1816 die Grenze zwischen Bayern und Österreich bildete. Dieses Wappen wird seit 1965 geführt. |

## Baudenkmäler
- Ehemaliges Pfarrhaus, heute Rathaus

## Wirtschaft und Infrastruktur

### Wirtschaft einschließlich Land- und Forstwirtschaft

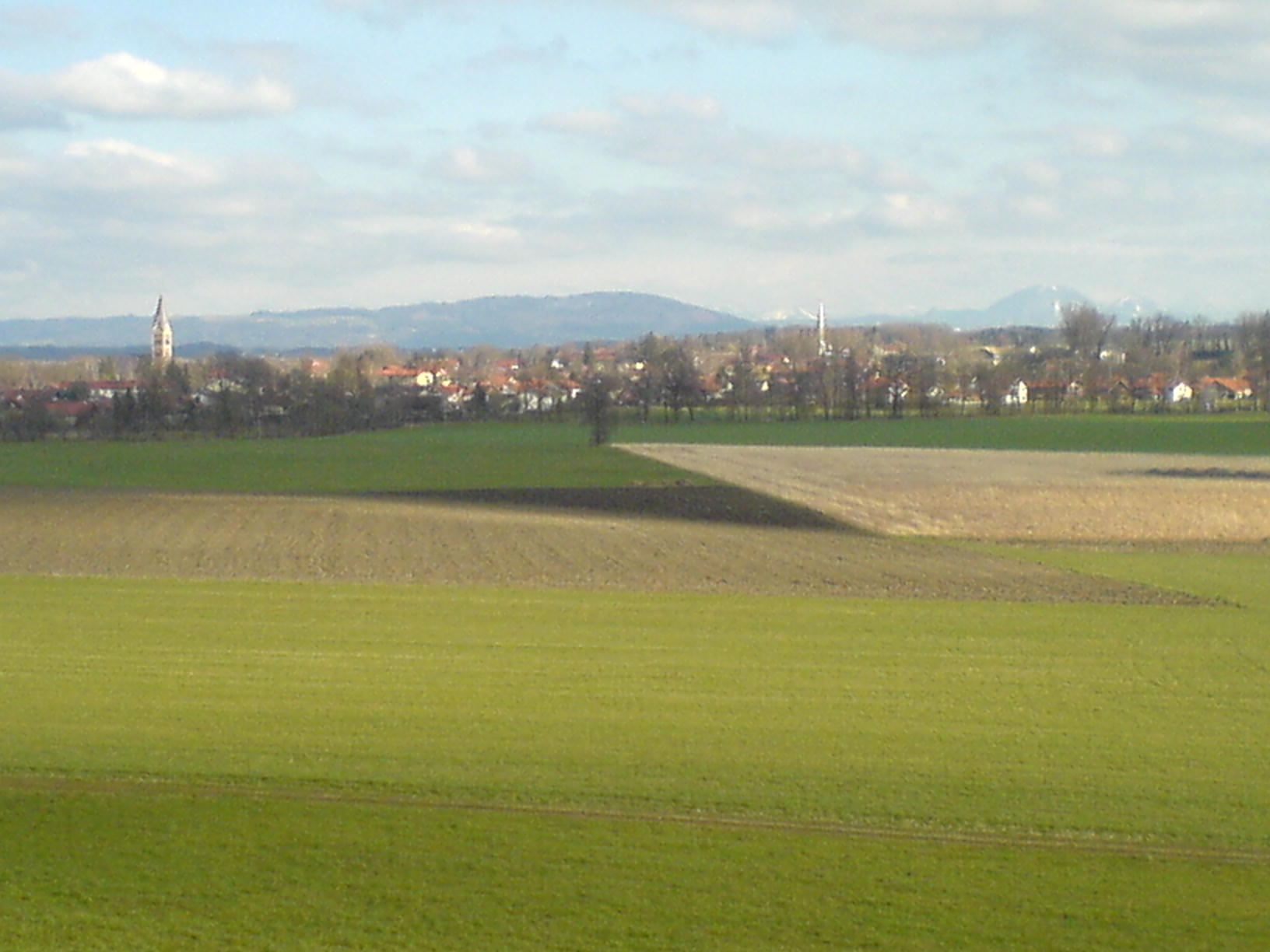
Blick in das Salzachtal nach Fridolfing

Im Jahr 2020 gab es nach der amtlichen Statistik im Bereich der Land- und Forstwirtschaft 22, im produzierenden Gewerbe 3190 und im Bereich Handel und Verkehr 254 sozialversicherungspflichtig Beschäftigte am Arbeitsort. In sonstigen Wirtschaftsbereichen lag dieser Wert bei 384 Personen. Sozialversicherungspflichtig Beschäftigte am Wohnort gab es 1879.
Im verarbeitenden Gewerbe und im Bauhauptgewerbe gab es jeweils sechs Betriebe. Zu ihnen zählen neben kleineren Handwerksbetrieben auch eine ganze Anzahl an Industriebetrieben (z. B. Hermann Otto GmbH (Otto-Chemie) und die Rosenberger Hochfrequenztechnik). 2007 befanden sich in der Gemeinde 410 gemeldete Gewerbetreibende (Stand 30. Juni).
Landwirtschaft, Forstwirtschaft und Fremdenverkehr spielen nur eine kleinere Rolle. Im Jahr 2016 bestanden 91 landwirtschaftliche Betriebe mit einer landwirtschaftlich genutzten Fläche von 2169 ha, davon waren 1712 ha Ackerfläche und 901 ha Dauergrünfläche. Hinzu kommen 822 ha Waldfläche, welche mit kleineren Ausnahmen, vor allem den Auen der Salzach und Götzinger Ache, forstwirtschaftlich genutzt werden.

### Verkehr
Fridolfing liegt an der Bundesstraße 20.

In der Ortschaft Götzing befindet sich der Fridolfinger Bahnhof an der Bahnstrecke Mühldorf–Freilassing. Außer morgens halten die Regionalbahnen der Linie RB 45 im Zweistundentakt. 

## Öffentliche Einrichtungen

### Kranken- und Pflegeeinrichtungen
- Die Salzachklinik wurde 1885 erbaut und umfasst in ihrem Leistungsspektrum eine Allgemeinchirurgie, Unfallchirurgie, eine Fachabteilung für innere Medizin und die Physiotherapie.
- Sozialtherapeutische Einrichtung Haus Sonnenschein

### Bildungseinrichtungen
- Volksschule Salzachtal (mit M-Zug) mit Sitz in Fridolfing (dazu gehören auch die Volksschule Salzachtal in Tittmoning und die Volksschule Salzachtal in Kirchanschöring)
- Kindergärten: katholischer Kindergarten Achenstraße, gemeindlicher Kindergarten Graspoint
- Katholische öffentliche Bücherei
- Volkshochschule Fridolfing (Zweigstelle der VHS Traunstein)
- Musikschule Fridolfing (Zweigstelle der Stadt Trostberg)

### Freizeit- und Sportanlagen (Auszug)
- Fridolfinger See als beliebter Badesee mit moderner Infrastruktur
- Neun-Loch Golfplatz Anthal
- Sportgelände Laufener Straße
  - Vier Fußballplätze
  - Vier Tennisplätze
  - Reitsportanlage
  - Stockbahnen und eine Weitschußstockbahn
  - Skaterplatz
- Vier Anlagen für Sportschützen

### Freiwillige Hilfsorganisationen
- Freiwillige Feuerwehr Fridolfing
- Freiwillige Feuerwehr Pietling
- BRK Ortsgruppe Fridolfing
- BRK Wasserwacht Ortsgruppe Fridolfing

### Medien
Die Südostbayerische Rundschau ist Amtsblatt der Gemeinde Fridolfing.
Von der Gemeinde wird die Fridolfinger Gemeindezeitung herausgegeben, welche über lokale Themen berichtet.
Fridolfing liegt im Gebiet der Zeitschrift Salzachbrücke, welche sich im ehemaligen Salzburg-Gau mit den Themen Wirtschafts- und Gewerbebetriebe, sowie soziale Kommunikation befasst.

## Persönlichkeiten

Simon Spannbrucker in Bronze als Prediger auf einem Brunnen in Fridolfing

| Ehrenbürger der Gemeinde Fridolfing                                                                       | Ehrenbürger der Gemeinde Fridolfing |
| Name | Ernennungsjahr                      |
| --- | ----------------------------------- |
| Hochwürden Stefan Glonner                                                                                 | 1893                                |
| Karl Theodor Kruis                                                                                        | 1949                                |
| Hochwürden August Wittig                                                                                  | 1957                                |
| Hans Mayer                                                                                                | 1958                                |
| Klement Kiermaier                                                                                         | 1961                                |
| Eugen Rosner                                                                                              | 1965                                |
| Sebastian Röckenwagner                                                                                    | 1970                                |
| Hochwürden Walter Votknecht                                                                               | 1980                                |
| Richard Kiermaier                                                                                         | 1982                                |
| Erw. Sr. Mericiana Meyer                                                                                  | 1985                                |
| Hans Rosenberger sen. (* 9. Oktober 1922 in Burgrain, Bayern; † 25. September 2007 in Traunstein, Bayern) | 1998                                |
| Hochwürden Bernhard Lammerding                                                                            | 2009                                |
| Schwester Maria Canisia Jahn                                                                              | 2011                                |

### Söhne und Töchter der Gemeinde
- Der bayrische Edelmann Izo, Stammvater der Eyczinger gründete um 600 nach Christus die Ortschaft Eizing im südwestlichen Gebiet der heutigen Gemeinde.
- Simon Spannbrucker, aus Klebham bei Fridolfing, war Präfekt des Knabenseminars in Freising und zusammen mit dem späteren Ehrenbürger und damaligen Pfarrer von Fridolfing Stephan Glonner maßgeblich für den Bau der jetzigen Pfarrkirche Mariä Himmelfahrt verantwortlich. Zusammen mit seinen Schwestern stiftete er das Grundstück sowie beachtliche Geldsummen.
- Georg Bachmayer, SS-Hauptsturmführer und der I. Schutzhaftlagerführer des KZ Mauthausen, wurde hier 1913 geboren.
- Der Präsident des Landesamts für Vermessung und Geoinformation (LVG) in München Klement Aringer ist in Fridolfing geboren und aufgewachsen.
- Die Brüder Guido und Martin Fuchs, Mitglieder der Rockband Die Springer, stammen aus Fridolfing.

### Sonstige
- Der Maler Johann Georg Weibhauser lebte von 1844 bis zu seinem Tode 1879 in Fridolfing, wo er auch auf dem heute aufgelösten Friedhof der St.-Johann-Kirche die letzte Ruhe fand.
- Fridolfing war Kernland, die Lebenau Stammsitz der Grafen von Lebenau, welche heute im südlichen Gemeindegebiet liegt.
- Der Reichsführer SS Heinrich Himmler war während seines Landwirtschaftsstudiums in der Zeit 1920/21 Praktikant auf dem landwirtschaftlichen Anwesen und Mühlenbetrieb von Alois Rehrl in Fridolfing. Himmler pflegte auch in den folgenden Jahren Kontakt zu seinem ehemaligen Arbeitgeber und besuchte ihn nach 1933 öfters.
- Der polnische Schauspieler, Bundesverdienstkreuzträger und langjährige Vorsitzende des Verbandes politischer Häftlinge und Gefangener in Gefängnissen und Lagern Tadeusz Sobolewicz wurde nach vierjähriger Gefangenschaft in deutschen Konzentrationslagern nach seiner Flucht auf einem Todesmarsch in der Fridolfinger Gemeinde Muttering von Bauern vor den Nationalsozialisten bis zum Eintreffen von US-Truppen im Mai 1945 versteckt.[14]

## Entoloma fridolfingense
Im Jahr 1995 wurde mit Entoloma fridolfingense eine Pilzart aus der Gattung der Rötlinge von Machiel E. Noordeloos und Till R. Lohmeyer beschrieben, die aufgrund ihres Vorkommens auf dem Salzachdamm bei Fridolfing nach dem Ort Fridolfing benannt wurde.